# Emilia Vătășoiu
Emilia Vătășoiu (Câineni, Rumania, 20 de octubre de 1933) es una gimnasta artística rumana retirada, que participó en las Olimpiadas de Melbourne 1956 y Roma 1960.

## Carrera deportiva
En las Olimpiadas de Melbourne 1956 ayuda a su equipo a lograr el bronce, quedando situadas en el podio tras las soviéticas y húngaras.
Dos años después, en el Mundial celebrado en 1958 en Moscú contribuyó a que su equipo ganase la medalla de bronce, quedando las gimnastas rumanas situadas en el podio tras las soviéticas y las checoslovacas, y sus compañeras fueron: Elena Mărgărit, Atanasia Ionescu, Sonia Iovan, Elena Săcălici y Elena Leuşteanu. 
Y otros dos años después, en las Olimpiadas de Roma 1960 volvió a ayudar a su equipo a lograr la medalla de bronce, en esta ocasión de nuevo situadas en el podio tras soviéticas y checoslovacas.